# SN 2009br
SN 2009br – supernowa odkryta 19 marca 2009 roku w galaktyce A152356-0819. W momencie odkrycia miała maksymalną jasność 18,00m.